# 一宮市立丹陽西小学校
一宮市立丹陽西小学校（いちのみやしりつたんようにししょうがっこう）は、愛知県一宮市多加木にある公立小学校。

## 概要
本校は、1873年（明治6年）、愛知県丹羽郡多加木村など周辺の村部が協議の上で創設した興隆小学校を母体としているが、これを直接の前身校とはしていない。
1893年（明治26年）、現在の学校所在地に興隆小学校を移転させ、校舎を新築した際に丹羽郡多加森村立多加森尋常小学校と校名を改めて同年12月1日に開校したことを以て、本校の創立記念日とした。以後は周辺自治体などの合併などにより校名が変遷し、現行の校名となったのは1955年（昭和30年）のことである。
一宮市多加木を中心に丹陽町猿海道、多加木、森などが通学校区となっている。

## 沿革
- 1873年（明治6年） - 当時多加木村、森本村、猿海道村、吾鬘村が協議を行い、興隆小学校として開設。
- 1893年（明治26年） - 現在地へ興隆小学校を移し、丹羽郡多加森村立多加森尋常小学校として本校を創立。
- 1807年（明治40年） - 学校名を丹羽郡丹陽村立丹陽第三尋常小学校と改める。
- 1809年（明治42年） - 学校名を丹羽郡丹陽西尋常小学校と改める。
- 1941年（昭和16年） - 国民学校令により、学校名を丹羽郡丹陽村西国民学校と改める。
- 1947年（昭和22年） - 学校名を丹羽郡丹陽村立丹陽西小学校と改める。
- 1955年（昭和30年） - 丹陽村が一宮市と市町村合併を執行したことに伴い、学校名を現在の一宮市立丹陽西小学校とした。
- 1971年（昭和46年） - 校歌を制定。
- 1993年（平成5年） - 創立100周年を迎え、記念式典を挙行。

## 進学先中学校
- 一宮市立丹陽中学校[2]